# Sesieutes minor
Sesieutes minor är en spindelart som beskrevs av Christa L. Deeleman-Reinhold 200. Sesieutes minor ingår i släktet Sesieutes och familjen månspindlar. Inga underarter finns listade i Catalogue of Life.